# الی دریکس
الی دریکس (به انگلیسی: Eli Driks) مهاجم اهل اسرائیل است که از سال ۱۹۸۷ تا ۱۹۹۶ میلادی عضو تیم ملی فوتبال اسرائیل بوده و در ۲۷ بازی ملی حضور داشته است. الی دریکس توانسته در بازی‌های ملی، ۴ گل به ثمر برساند.